# Svante Bergström (professor)
För lagmannen med samma namn, se Svante Bergström (jurist).
Svante Bertilsson Bergström, född 30 mars 1916 i Jönköping, död 6 mars 1981 i Uppsala, var en svensk juris doktor och professor i civilrätt.
Bergström blev juris kandidat 1939 och genomförde tingstjänstgöring till 1942. Han doktorerade på en avhandling om kollektivavtalslagens principer 1948 och blev docent i civilrätt vid Uppsala universitet följande år, samt professor vid universitetet 1962. Bergström blev 1956 juridiskt sakkunnig vid Sveriges Radio samt anlitad av bland andra svenska regeringen och Europarådet som expert i olika radioutredningar. Han publicerade ett flertal läroböcker i bland annat kredit- fastighets- och upphovsrätt.
Bergström var son till läroverksadjunkt Bertil Bergström och hans maka Heléne, född Leijonmarck. Han var från 1946 gift med fil. mag. Margaretha, född Kähr 1923.

## Utmärkelser
- 1971 – Juris hedersdoktor vid Islands universitet.